# 福华山水库
福华山水库是中国江西省吉安市吉安县固江镇境内的一座水库，位于赣江水系沪水河上，建于1977年。水库正常库容为2320万立方米，平均水深为6.30米，集雨面积为45平方千米，海拔为75.33米。